# Cremaster-Zyklus
Der Cremaster-Zyklus (Original: Cremaster Cycle) ist eine Serie von fünf abendfüllenden Filmen zusammen mit dazugehörigen Skulpturen, Fotografien, Zeichnungen und Künstlerbüchern, die vom amerikanischen bildenden Künstler und Filmemacher Matthew Barney geschaffen wurden.

## Überblick
Der Cremaster-Zyklus entstand über einen Zeitraum von acht Jahren (1994–2002) und gipfelte in einer großen Museumsausstellung, die von Nancy Spector vom Solomon R. Guggenheim Museum in New York City organisiert wurde und danach 2002–03 im Museum Ludwig in Köln und im Musée d’art Moderne in Paris zu sehen war. Barneys langjähriger Mitarbeiter Jonathan Bepler komponierte und arrangierte die Soundtracks für die Filme. Die Serie enthält eine multidisziplinäre Erzählung, die stark auf Verbindungen zwischen realen Menschen, realen Orten und realen Dingen verweist, die Barney selbst persönlich sind, aber alle bis zu einem gewissen Grad fiktionalisiert sind.
Die Kuratorin des Guggenheim-Museums, Nancy Spector, hat den Cremaster-Zyklus als „ein in sich geschlossenes ästhetisches System“ beschrieben. Der Zyklus umfasst die Filme sowie Fotografien, Zeichnungen, Skulpturen und Installationen, die der Künstler zu jeder Episode produziert hat. Sein konzeptioneller Ausgangspunkt ist der männliche Musculus cremaster, dessen Hauptfunktion darin besteht, die Hoden als Reaktion auf die Temperatur zu heben und zu senken. Das Projekt ist voll von anatomischen Anspielungen auf die Stellung der Fortpflanzungsorgane während des embryonalen Prozesses der Geschlechtsdifferenzierung: Cremaster 1 repräsentiert den „aufgestiegenen“ oder undifferenziertesten Zustand, Cremaster 5 die „abgestiegen“ oder differenzierten Zustand. Der Zyklus kehrt immer wieder zu jenen Momenten während der frühen geschlechtlichen Entwicklung zurück, in denen das Ergebnis des Prozesses noch unbekannt ist. 

## Entstehung
Während sich der Zyklus über acht Jahre entwickelte, fand Barney Inspiration jenseits der Biologie. Er verwendete narrative Modelle aus den Themenbereichen Geschichte, Mythologie und Geografie. Barney porträtiert an verschiedenen Stellen einen Satyr namens Loughton Candidate sowie andere Fabelwesen. Er spielt fiktive Figuren wie den Entered Apprentice, aber auch reale Figuren wie Gary Gilmore. Marti Domination spielt in Cremaster 1 die Fruchtbarkeits-Fee Miss Goodyear. Ursula Andress spielt in Cremaster 5 die Queen of Chain. Norman Mailer, Patty Griffin und Dave Lombardo spielen in Cremaster 2 Harry Houdini, Nicole Baker und Johnny Cash. In Cremaster 3 spielt Richard Serra den Tempelbaumeister Hiram Abif und Amiee Mullins das Fabelwesen Sadhbh sowie die Entered Novitiate Oonagh MacCumhail. Während die Cremaster-Filme thematisch in der nummerierten Reihenfolge zwar chronologisch aufeinander aufbauen, wurden sie nicht in dieser Reihenfolge gedreht oder veröffentlicht. Die Reihenfolge, in der sie entstanden, ist wie folgt: 
- 1994: Cremaster 4
- 1995: Cremaster 1
- 1997: Cremaster 5
- 1999: Cremaster 2
- 2002: Cremaster 3[8]

Die numerische Reihenfolge entspricht einer thematischen Reihenfolge. Während die Filme in der Reihenfolge der Produktion an Produktionsqualität, Anspruch und Umfang zunahmen, können sie alternativ in beliebiger Reihenfolge als unterschiedliche Perspektiven auf eine Reihe von Themen und Ideen betrachtet werden.
Die Filme unterscheiden sich erheblich in der Länge; der längste (und zuletzt gedrehte) ist Cremaster 3 mit über drei Stunden, während die restlichen vier jeweils etwa eine Stunde lang sind. Der gesamte Zyklus hat insgesamt eine Länge von etwa sieben Stunden. Cremaster 3 allein macht fast die Hälfte der Gesamtlänge des Zyklus aus. Wie in Barneys anderen Werken besitzen die Filme keine Dialoge andere Textstellen, mit Ausnahme von Cremaster 2 und 5, letzterer ist eine auf Ungarisch gesungene Oper. Ein wichtiger Vorläufer vom Cremaster-Zyklus ist Drawing Restraint – ebenfalls ein biologisch inspiriertes multimediales Mehrepisodenwerk – das als Logo ebenfalls das für Barney typische Feldemblem besitzt.

## Vertrieb
Die vollständige Serie wurde in einer limitierten Serie von 20 DVD-Sets veröffentlicht, die für jeweils mindestens 100.000 US-Dollar verkauft wurden, in kundenspezifischer Verpackung und als Kunst statt als kommerzieller Film. Im Jahr 2007 wurde eine CD (Cremaster 2) für 571.000 $ verkauft.
Die Filme sind nicht auf DVDs für den Massenmarkt erhältlich, und laut Pressemitteilung für die US-Tournee 2010 ist der Zyklus „nicht jetzt noch wird er jemals auf DVD erhältlich sein“. Die Filme sind hauptsächlich über regelmäßige Vorführungen verfügbar. Palm Pictures, der Verleiher, ist Barneys Bitte weiterhin nachgekommen und hat die Serie nicht auf DVD zur Verfügung gestellt, obwohl es 2003 einige diesbezügliche Gerüchte und Ankündigungen gab. Nur Ein 31-minütiger Ausschnitt, die Guggenheim-Szene aus Cremaster 3 mit dem Titel The Order, wurde 2003 auf DVD für den Massenmarkt veröffentlicht.

## Rezeption
Die Reaktion auf den Zyklus ist scharf gespalten – einige halten ihn für ein großes Kunstwerk, auf einer Stufe mit Ein andalusischer Hund und Das wüste Land, während andere ihn als faden, zügellosen Langweiler abtun. Dies wird von einem Kritiker wie folgt zusammengefasst: „Barneys Filmkunst weckt Ehrfurcht und Abscheu, oft gleichzeitig.“ Tatsächlich brachte die Village Voice zwei Kritiken, wobei der Kunstkritiker Jerry Saltz den Zyklus lobte und der Filmkritiker J. Hoberman negativ urteilte.
Zu den großzügigen Lobpreisungen gehört folgende: „Der Cremaster-Zyklus von Matthew Barney ist das erste wirklich großartige Kinostück, das im Kontext der bildenden Kunst entstanden ist, seit Dalí und Buñuel 1929 Un Chien Andalou verfilmt haben. Es ist eine der einfallsreichsten und brillantesten Errungenschaften in der Geschichte der Avantgarde-Kinos.“ 1999, als die drei ersten Episoden des Zyklus gedreht waren (Teil 4, 1 und 5), feierte Michael Kimmelman von der New York Times Barney als „den wichtigsten amerikanischen Künstler seiner Generation.“ Allerdings gab es auch vernichtende Kritik, beispielsweise von J. Hoberman. Er bezeichnete die Filme als „eine meist langweilige Abfolge beeindruckender, aber hohler Bilder, deren Effekt nachlässt, je länger man sie betrachtet;“ und die langen Einstellungen bewirken, dass die in den Filmen gezeignten Objekte „weder geheimnisvoll noch magisch wirken.“
Die Bildsprache wurde jedoch rundum gelobt, und einige (Hoberman) sind der Meinung, dass sich die Filme aufgrund der Bilder gut als Teile von Kunstinstallationen eignen, obwohl sie aufgrund der schlechten Editings und des Tempos nicht als Filme im eigentlichen Sinn funktionieren.